# Wasserburg Lembach
Die Wasserburg Lembach war eine kleine, spätestens Anfang des 17. Jahrhunderts abgegangene Wasserburg in Lembach, einem Stadtteil von Homberg (Efze) im nordhessischen Schwalm-Eder-Kreis.

## Lage und heutiger Zustand
Der Burgstall befindet sich am nordwestlichen Ortsrand des Dorfs in einem heute verwilderten Park auf 190 m über NHN an der Stelle eines 1606 fertiggestellten und 1945 abgerissenen Herrenhauses Lembach. Ihre Wassergräben wurden von dem unmittelbar westlich in Süd-Nord-Richtung verlaufenden Lembach gespeist. Zwei kleine Teiche, vermutliche Überbleibsel der Burggräben, sind die heute einzig verbliebenen Reste der Anlage, die allerdings archäologisch bisher noch nicht nachgewiesen werden konnte.

## Geschichte
Zur Geschichte der Burg ist nahezu nichts bekannt. Sie wurde 1279 erstmals urkundlich erwähnt und war wohl von dem Ortsadelsgeschlecht derer von Lembach errichtet worden, die den kleinen Ort als Afterlehen der Herren von Falkenberg innehatten. Die Burg und das dazugehörige Gut, landgräflich hessische Lehen, wechselten im Laufe der folgenden Jahrhunderte mehrfach ihre Besitzer: Reinhard von Dalwigk (ab 1421), Thile von Wehren und dessen Nachfahren (ab 1461), der Obrist Georg von Habel (ab 1602) und die Herren von Heßberg (ab 1604). Als die von Heßberg in den Jahren 1604 bis 1606 an der Stelle der alten Burg ihr Herrenhaus errichten ließen, war die Burg wohl bereits zuvor aufgegeben worden und zumindest teilweise verfallen.